# Підводні човни проєкту 667АМ «Навага-М»
| Підводні човни проєкту 667АМ «Навага-М» | Підводні човни проєкту 667АМ «Навага-М»                                                  | Підводні човни проєкту 667АМ «Навага-М»                                                  |
| --------------------------------------- | ---------------------------------------------------------------------------------------- | ---------------------------------------------------------------------------------------- |
|                                         |                                                                                          |                                                                                          |
|                                         |                                                                                          |                                                                                          |
|                                         |                                                                                          |                                                                                          |
| Під прапором                            | СРСР                                                                                     | СРСР                                                                                     |
| Спуск на воду                           | 23 серпня 1967 р (1 човен)                                                               | 23 серпня 1967 р (1 човен)                                                               |
| Виведений зі складу флоту               | 19 квітня 1990 р                                                                         | 19 квітня 1990 р                                                                         |
| Проєкт                                  |                                                                                          |                                                                                          |
| Тип ПЧ                                  | Підводний човен атомний з балістичними ракетами                                          | Підводний човен атомний з балістичними ракетами                                          |
| Розробник проєкту                       | ЦКБ МТ «Рубін»                                                                           | ЦКБ МТ «Рубін»                                                                           |
| Головний конструктор                    | Марголін О. Я.                                                                           | Марголін О. Я.                                                                           |
| Класифікація НАТО                       | Yankee-II                                                                                | Yankee-II                                                                                |
| Основні характеристики                  |                                                                                          |                                                                                          |
| Швидкість (надводна)                    | 15 вузлів (29 км/год)                                                                    | 15 вузлів (29 км/год)                                                                    |
| Швидкість (підводна)                    | 28 вузлів (54 км/год)                                                                    | 28 вузлів (54 км/год)                                                                    |
| Робоча глибина занурення                | 320 м                                                                                    | 320 м                                                                                    |
| Гранична глибина занурення              | 450 м                                                                                    | 450 м                                                                                    |
| Автономність плавання                   | 90 діб                                                                                   | 90 діб                                                                                   |
| Екіпаж                                  | 119 осіб (32 офіцери, 38 мічманів, 49 матросів)                                          | 119 осіб (32 офіцери, 38 мічманів, 49 матросів)                                          |
| Розміри                                 |                                                                                          |                                                                                          |
| Довжина найбільша (по КВЛ)              | 128 м                                                                                    | 128 м                                                                                    |
| Ширина корпусу найб.                    | 11,7 м                                                                                   | 11,7 м                                                                                   |
| Середня осадка (по КВЛ)                 | 7,9 м                                                                                    | 7,9 м                                                                                    |
| Водотоннажність надводна                | 7760т                                                                                    | 7760т                                                                                    |
| Озброєння                               |                                                                                          |                                                                                          |
| Торпедно- мінне озброєння               | 4 носових ТА калібру 533-мм (16 торпед, 2 з ядерною ГЧ), 2 ТА кулібру 400-мм (4 торпеди) | 4 носових ТА калібру 533-мм (16 торпед, 2 з ядерною ГЧ), 2 ТА кулібру 400-мм (4 торпеди) |
| Ракетне озброєння                       | шахтний комплекс Д-5, 12 ракет Р-31                                                      | шахтний комплекс Д-5, 12 ракет Р-31                                                      |

Підводні човни проєкту 667АМ «Навага-М» — тип радянського підводних човнів з балістичними ракетами (ПЧАРБ) — за радянською класифікацією — атомних ракетних підводних крейсерів стратегічного призначення. Розроблявся як експериментальний, тому був в одному модернізованому човні попереднього проєкту.

## Історія
Проєкт розроблявся для випробовування твердопаливної ракети Р-31 Для цього був виділений човен проєкту 667А — К-140, котрий на той час перебував на ремонті через аварію одного з реакторів. Через велику вагу ракети [P-31] кількість ракет було скорочено з 16 до 12, але повне водозаміщення таки збільшилося, хоча човен і став меншим по довжині. Збільшилася і висота кормової надбудови — «горба».
Модернізація розпочалася на кораблебудівному заводі «Зірочка» в Сєвєродвінську у 4 листопада 1972 році.
Перший пуск нової ракети відбувся 26 грудня 1976 року з акваторії Білого моря. Перший запуск твердопаливної ракети з підводного човна з сухим стартом. Пуск проводився з глибини 50 метрів про швидкості 5 вузлів (10 км/год) Перед тим було випробовування човна, котре тривало з 4 вересня до 8 жовтня. Під час котрого на борту перебувало до 400 чоловік при штатному числі екіпажу близько 120 чоловік.
В 1977 році було проведено 6 пусків ракет, з котрих успішним був тільки один. З липня 1977 по лютий 1978 проводилися доробки в бухті Ягельна.
В 1978 проведено 7 пусків ракет, з котрих більшість були успішними.
Літом 1979 року на «Зірочці» проводилися роботи по усуненню недоліків. У вересні 1979 К-140 успішно пройшов державні випробовування і здійснив пуск двох ракет на повну дальність, від Нової Землі по полігону Кура на Камчатці.
З 1980 по 1988 роки човен здійснив 8 далеких автономних походів, виконавши 5 ракетних стрільб

## Інциденти
- 27 серпня 1968 року перебуваючи в Сєвєродвінську, після модернізації, через неправильний монтаж і помилку персоналу, відбувся несанкціонований вихід реактора лівого борту на потужність більшу номінальної у 18 разів. Тиск і температура перевищили номінальну у 4 рази. І це при тому що контролюючі прилади були виключені, через що чергові вчасно не помітили ЧП. В результаті активна зона і реактор були виведені з ладу. Але розгерметизації першого контуру не відбулося. Загиблих не було.
- 22 жовтня 1984 в Мотовській затоці йдучи в надводному положенні, в умовах поганої видимості, К-140 зіткнувся з К-373. Обидва човни отримали ушкодження легкого корпусу.

## Сучасний статус і перспективи
Літом 1990 року вийшов наказ Міноборони про утилізацію усіх ракет Р-31 методом відстрілу. Виведений зі складу флоту човен К-140 був ще 19 квітня 1990 року. Пуски (10 ракет) тривали з 17 вересня до 1 грудня, усі пройшли успішно.
17 грудня 1990 року єдиний човен цього проєкту К-140 був відправлений у Сєвєродвінськ для утилізації. Це чинилося виходячи з угоди ОСО-1 між США і СРСР.
Другий екіпаж човна був розформований у 1989 році, а перший у 1997 році.
Утилізація човна відбулася у 1997—1999 роках.

## Представники
| Назва | Заводський номер | Закладений      | Спущений на воду | Прийнятий флотом | Виведений з Флоту |
| ----- | ---------------- | --------------- | ---------------- | ---------------- | ----------------- |
| К-140 |                  | 19 вересня 1965 | 23 серпня 1967   | 30 грудня 1967   | 19 квітня 1990    |